# 먼동이 틀 때 (1927년 영화)
《먼동이 틀 때》는 1927년 심훈 원작·각색·감독의 한국 영화이다. 흑백 35밀리로 제작되었다.

## 줄거리
감옥에서 나온 강홍식이 신일선이 일하고 있는 식당으로 들어간다. 그 식당에서 그는 출감할 때 받은 돈뭉텅이를 떨어뜨린다. 그 돈을 주운 사람은 바로 신일선의 오빠였는데, 아편 중독에 걸린 사람이었다. 그는 돈을 돌려 주라는 동생의 말을 묵살한 채 달아나 버린다. 할 수 없이 동생이 그 돈을 마련하여 강홍식에게 주었다. 강홍식으로서는 신일선의 이와 같이 착한 마음씨를 도저히 잊을 수가 없다. 그때 신일선은 한병룡이라는 남자를 사랑하고 있었다. 이 때 신일선을 가로채려는 깡패 주인규가 나타나고, 결국 주인규와 한병룡 사이에 처절한 격투가 벌어진다. 한병룡이 위급하게 됐을 때, 강홍식은 주인규를 살해하고, 두 사람의 행복을 빌며 또다시 철창신세를 지러 떠나고 만다.

## 개요
심훈 하면, 소설가로서 <상록수(常綠樹)> <직녀성> 같은 작품으로도 유명하지만, 영화에도 대단히 열성을 보여, <장한몽(長恨夢)>이란 영화에서는 주연까지 했었다. <먼동이 틀 때>는 심훈 스스로 각본·감독·출연을 겸한 작품으로, 내용은 멜로드라마풍에 속한다고 하겠으나, 작가 출신 감독답게 문학적인 향기를 작품에 풍기고 있었고, 특히 신일선의 연기가 뛰어났다.

## 출연
- 심훈
- 신일선
- 한병룡
- 강홍식